# 雙叉蘇彝士隆頭魚
雙叉蘇彝士隆頭魚，為輻鰭魚綱鱸形目隆頭魚亞目隆頭魚科的其中一種，分布於澳洲海域，棲息深度80-100公尺，體長可達11.7公分，棲息在沙泥底質的大陸棚，生活習性不明。